# صموئيل ليفينغستون بريس
صموئيل ليفينغستون بريس (بالإنجليزية: Samuel Livingston Breese)‏ هو ضابط أمريكي، ولد في 6 أغسطس 1794 في أوتيكا في الولايات المتحدة، وتوفي في 17 ديسمبر 1870 في Mount Airy, Philadelphia ‏ في الولايات المتحدة.